# Substack
Substack è una piattaforma online americana che fornisce infrastrutture di pubblicazione, pagamento, analisi e progettazione per supportare le newsletter in abbonamento. Consente agli scrittori di inviare newsletter digitali direttamente agli abbonati. Fondata nel 2017, Substack ha sede a San Francisco.

## Storia
Substack è stata fondata nel 2017 da Chris Best, il co-fondatore di Kik Messenger, da Jairaj Sethi, capo della piattaforma e sviluppatore principale di Kik Messenger e Hamish McKenzie, un ex reporter tecnologico di PandoDaily. Best e McKenzie descrivono la piattaforma di Ben Thompson (analista americano di business), una newsletter tecnologica e multimediale basata su abbonamento, come una delle principali fonti di ispirazione per la loro piattaforma. Chris Best opera come amministratore delegato da marzo 2019.